# Poecilosomella brevisecunda
Poecilosomella brevisecunda är en tvåvingeart som beskrevs av Papp 2002. Poecilosomella brevisecunda ingår i släktet Poecilosomella och familjen hoppflugor. Inga underarter finns listade i Catalogue of Life.